# Wādī Sahsah
Wādī Sahsah (arabisch وادي سحسح, DMG Wādī Saḥsaḥ) ist ein Wadi im Jemen. Es liegt im Distrikt Haura und Wādī al-ʿAin im Gouvernement Hadramaut, im zentralen Teil des Landes, 500 km östlich der Hauptstadt Sanaa.
Das Klima ist warm. Die durchschnittliche Temperatur beträgt 26 °C. Der wärmste Monat ist Mai mit 30 °C und der kälteste Januar mit 20 °C. Die durchschnittliche Niederschlagsmenge beträgt 156 Millimeter pro Jahr.